# يسلم بن لادن
يسلم بن محمد بن عوض بن لادن (19 أكتوبر 1950) رجل أعمال سويسري من أصل سعودي، نجل مؤسس المجموعة محمد بن لادن والأخ غير الشقيق لزعيم تنظيم القاعدة أسامة بن لادن.

## حياته
لديه 54 من إخوته غير الأشقاء. توفي والده محمد بن لادن عندما كان عمره 17 عامًا.
عاش في سويسرا منذ منتصف الثمانينيات، وأصبح مواطناً سويسرياً في أبريل 2001. يتحدث العربية والإنجليزية والفرنسية والفارسية. هو مسلم سني، ويقال أنه يعيش أسلوب حياة غربية.
صديقته السابقة من 1993 إلى 2001، كاثرين بيركلاز (Catherine Berclaz)، مصممة ديكور سويسرية، كانت قد كتبت كتابًا عن علاقتهما بعنوان: يسلم، حبيبي: في قلب عائلة بن لادن (yeslam, My Love: In the Heart of the Bin Laden Family).
طلق زوجته، كارمن بنت لادن، في يناير 2006، بعد 15 سنة من ارتباطهما. وكانت كارمن قد كتبت سيرة ذاتية بعنوان: «داخل المملكة» (ردمك 0-446-69488-6).
بعد إكمال دراسته الثانوية في بيروت، بلبنان، درس يسلم بن لادن الاقتصاد في جامعة غوتنبرغ بالسويد، ثم إدارة الأعمال في جامعة كاليفورنيا الجنوبية. في 25 فبراير 2005، منحته الحكومة السويسرية إذنًا لاستخدام اسم «بن لادن» في المنتجات ذات العلامات التجارية لشركته، بما في ذلك عطر للرجال والنساء يطلق عليه اسم "Yeslam"، والثاني للنساء "Passion"، وغيرها من المنتجات مثل حقائب اليد والإكسسوارات والساعات تحت اسم "Yeslam".
افتتح عدة متاجر في كل من جنيف، وفي جدة، وفي الرياض، وفي مكة المكرمة، وفي الدمام، وفي كوالالمبور بماليزيا. لديه رخصة طيّار، مثل والده، ويمتلك أحد طائرات ليرجيت.

## الأنشطة الحالية
منذ عام 1980، يشغل يسلم منصب رئيس مجلس إدارة الشركة السعودية للاستثمار في جنيف (SICO)، والتي تمثل المصالح المالية الدولية لمجموعة بن لادن. قُدر أن ثروته بلغت 300 مليون فرنك سويسري، لكن يُعتقد الآن أنها تقل عن 100 مليون فرنك سويسري.
لقد كان شريكًا لرجل الأعمال الباكستاني أكبرالي موالا (Akberali Moawalla).